# Nick Stafford
Nick Stafford, all'anagrafe Nicholas Thomas (Staffordshire, 1959) è un drammaturgo britannico.

## Biografia
Nick Stafford ha studiato al Rose Brudford College of Theatre and Performance, prima di fare il suo debutto come drammaturgo nel 1987 all'Half Moon Young People's Theatre di Tower Hamlets. Nel 1991 ottenne il successo al Young Vic con i drammi The Hopeful e The Snow Queen, inaugurando una proficua carriera che ha visto le sue opere messe in scena in sedi prestigiose come il National Theatre, il Barbican Center, la Royal Shakespeare Company e Broadway.
Di grande successo è stato il suo dramma del 2007 War Horse, tratto dall'omonimo romanzo di Michael Morpurgo; la pièce rimase in cartellone a Londra per nove anni, dal 2007 al 2016, e a Broadway per due, vincendo anche il Tony Award alla migliore opera teatrale. Nel 2009 pubblicò il suo primo romanzo, Armistice.

## Opere

### Romanzi
- Armistice, Londra, Quercus Publishing Plc, 2009. ISBN 978-1849160810

### Teatro (parziale)
- Easy Prey (1989)
- Back of the Bus (1990)
- The Canal Ghost (1990)
- The Hopeful (1991)
- The Snow Queen (1991)
- Moll Cutpurse, (1992)
- The Devil's Only Sleeping (1992)
- Listen With Da Da (1993)
- The Go-Between (1995)
- Grab The Dog (1995)
- That Day at the Beach (1996)
- Whisper of Angel's Wings (1997)
- Battle Royal (1999)
- The Chain Play (2001)
- Luminosity (2001)
- Love Me Tonight (2004)
- Katherine Desouza (2006)
- War Horse (2007)